# Hippolyte Jouvin
Hippolyte Jouvin (7. prosince 1825 – 3. srpna 1889) byl francouzský fotograf a vydavatel stereoskopických fotografií. Je považován za průkopníka v oblasti hlubotisku a byl jedním z prvních fotografů, kteří použili mokrý kolodiový proces. Jouvinovo dílo je důležitým historickým a uměleckým dokumentem z období, kdy fotografie začala hrát klíčovou roli v zachycování městských a společenských proměn. Jeho fotografie Paříže jsou cenným svědectvím o životě v tomto městě v polovině 19. století.

## Životopis
V roce 1863 publikoval sérii více než dvou set stereoskopických fotografií s názvem Vues instantanées de Paris („Okamžité pohledy na Paříž“). Termín "okamžité" se vztahuje k rychlému krátkému expozičnímu času, který umožnil zachytit lidi v ulicích. S dřívějšími velkoformátovými fotoaparáty by dlouhé expoziční časy vykreslily ulice Paříže jako prázdné. V roce 1867 za své hlubotisky získal Jouvin zlatou medaili na pařížské výstavě Universelle. 
Historici umění tvrdili, že Jouvinovy Vues instantanées de Paris mohly být zdrojem inspirace pro impresionisty. Historik umění Aaron Scharf porovnal vyvýšené pohledy na některých obrazech Gustava Caillebottea s vyvýšenými pohledy Jouvinových fotografií. Scharf také srovnával styl oříznutí v obrazech Edgara Degase Place de la Concorde a U závodů na venkově s oříznutými postavami a kočáry na Jouvinových fotografiích.
Fotografie Hippolyta Jouvina jsou přítomny ve sbírkách Francouzské národní knihovny, Knihovny Kongresu, Muzea J. Paula Gettyho a George Eastman Museum.

## Galerie

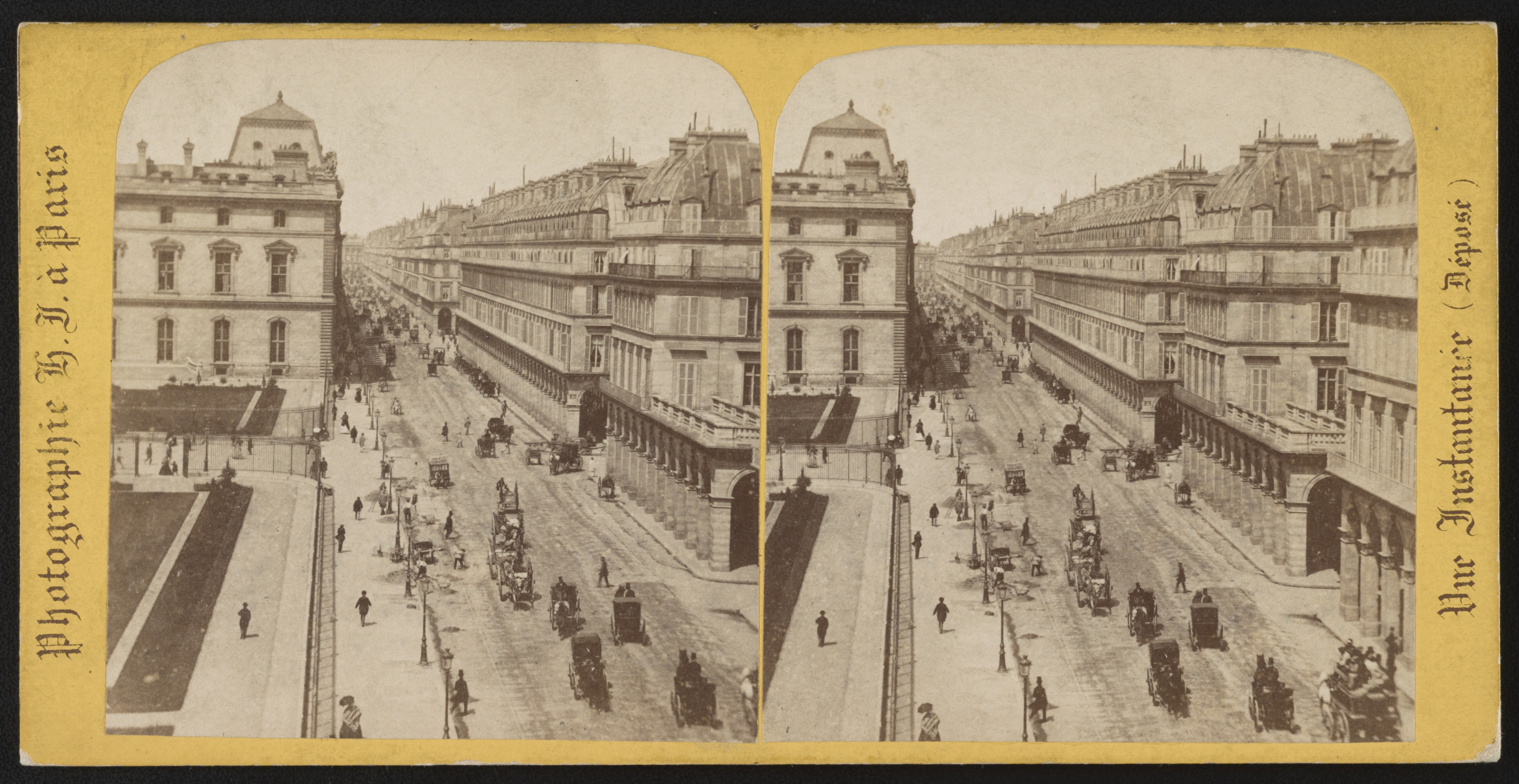
Rue de Rivoli et hôtel du Louvre
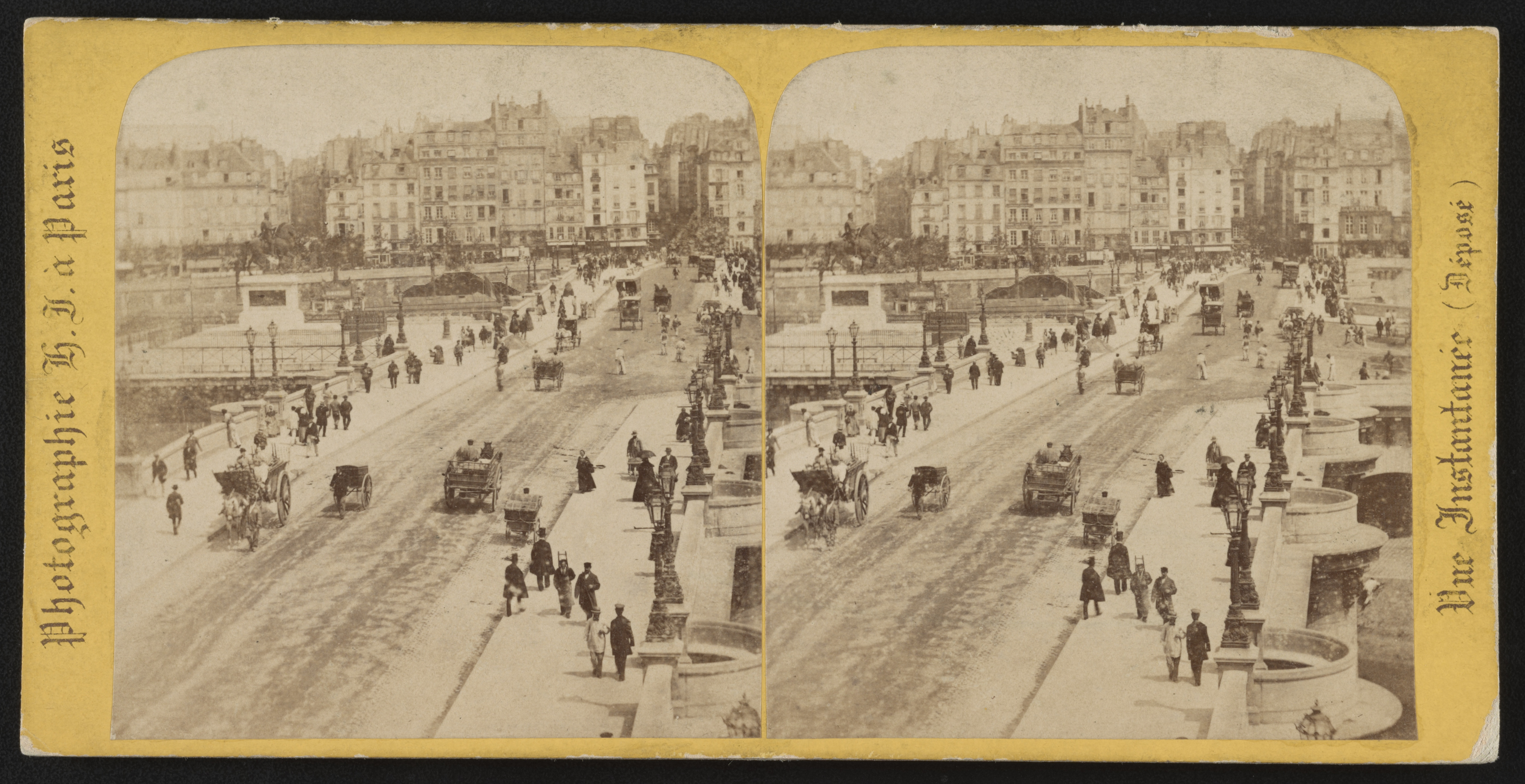
Le Pont-Neuf, vu du quai des Grands Augustins
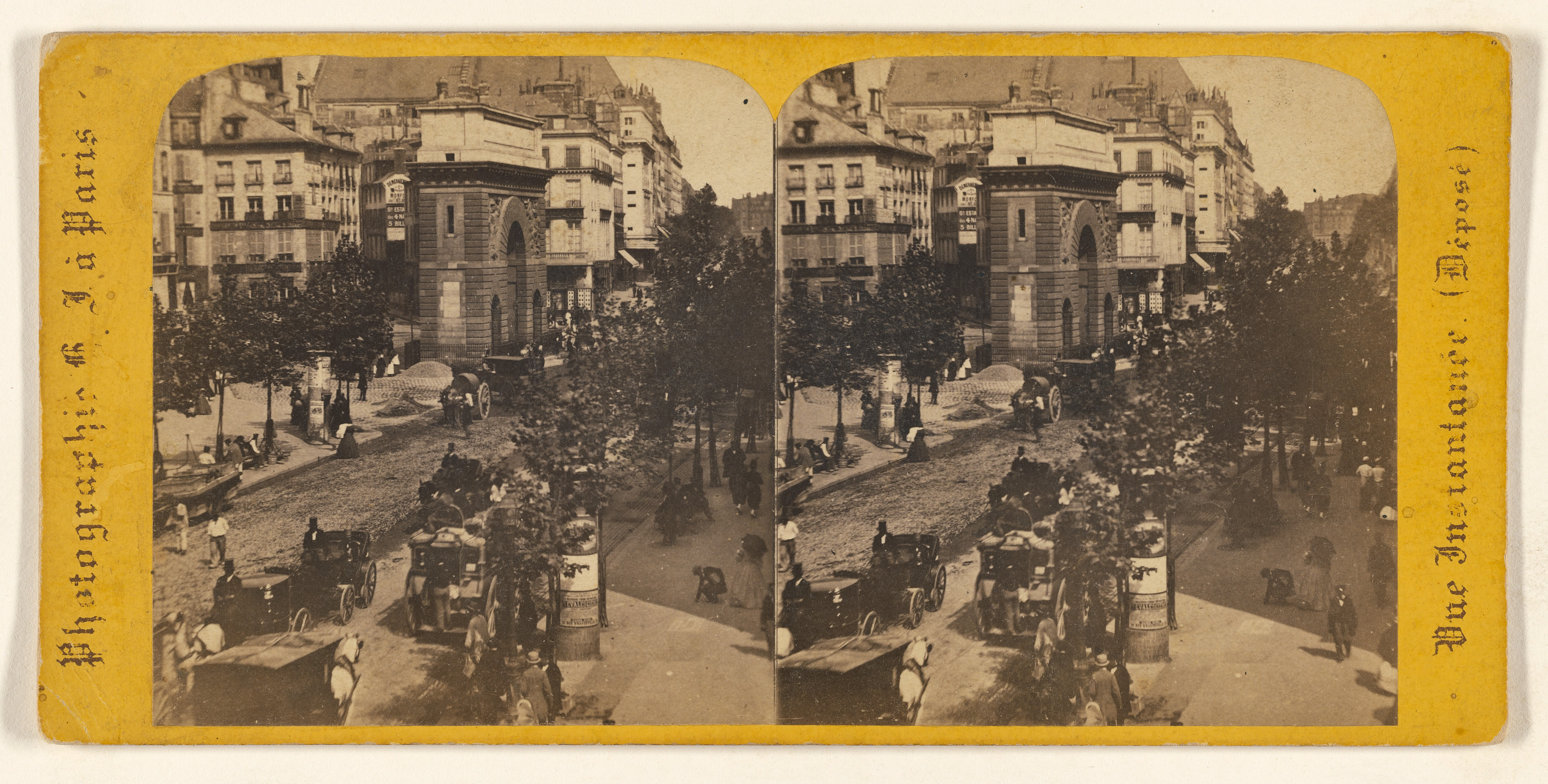
Vue Instantanée de Paris, Porte Saint-Martin.
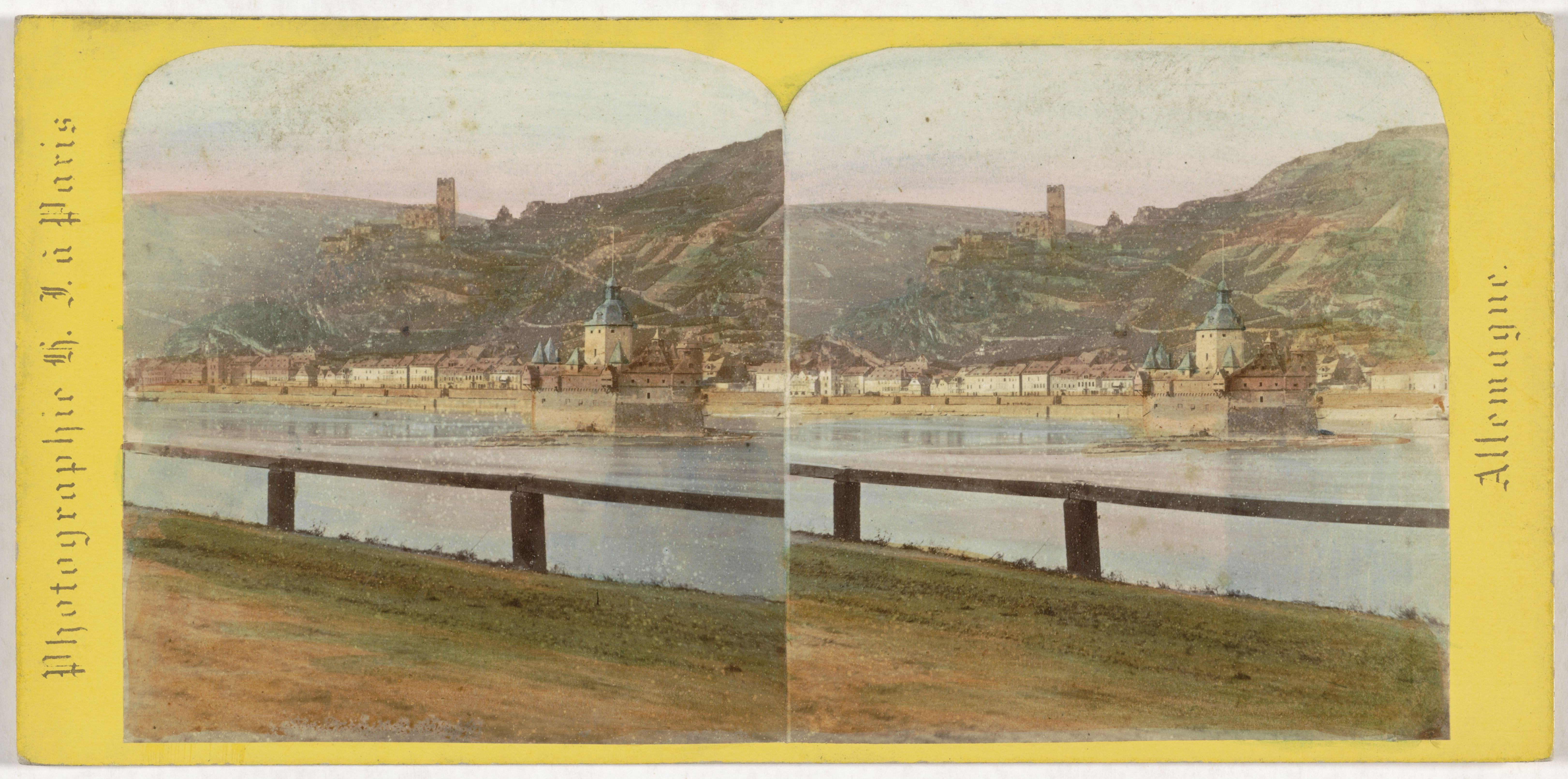
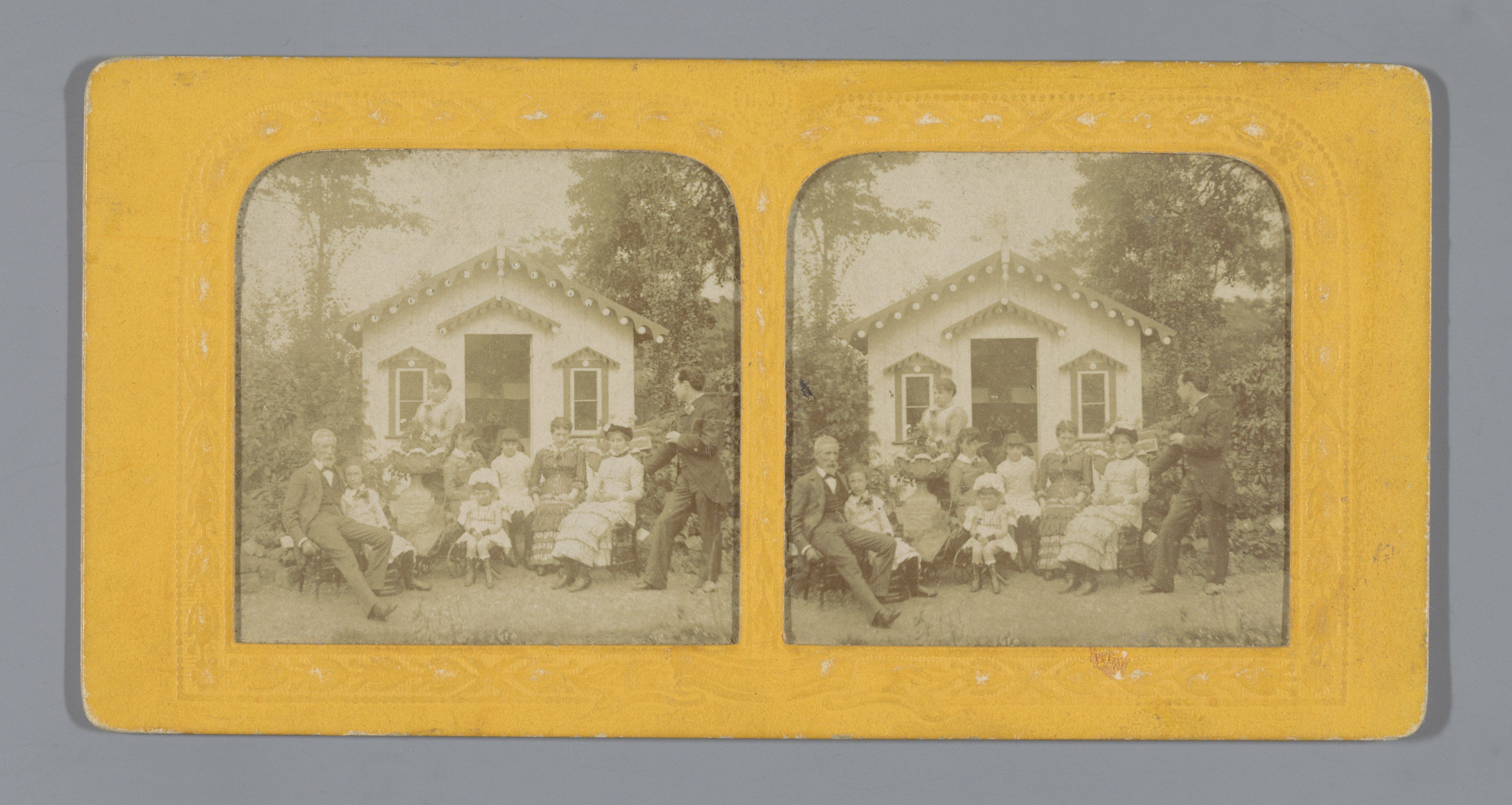